# 地域密着!た・ま・て・ば・こ
『地域密着！た･ま･て･ば･こ』（ちいきみっちゃく！た･ま･て･ば･こ）は、多摩テレビで2013年4月7日から2019年12月31日まで毎日放送されていた情報バラエティ番組である。略称は『たまてばこ』。チャンネル700でも放送されていた。
毎月第1日曜日と第3日曜日に新作が放送されており、それ以外はリピート放送。

## 概要
主に東京都の多摩ニュータウンエリア（多摩市･稲城市･八王子市･町田市）のグルメ・レジャー・ショッピングなどを紹介している。

季節に合わせた企画も多く、夏季は「プール特集」や「水着ランキング」、冬季は「イルミネーション特集」などを行っている。
近隣の大学などとも協力し「ミスコン特集」や「学園祭特集」を行う年もある。
2019年12月をもって番組終了。後継番組として終了3か月後の2020年4月より、ランキングトークバラエティー番組「まるっと!TAMA」が放送開始。

## コーナー（企画）

### レギュラー
- こちら！なんでも調査隊
- 突撃！おいしい昼ごはん
- 明日誰かに話したくなる！たまてばこ大辞典
- 絶品！ラーメン道
- 多摩ニュータウンを再発見！ぶらりと行こうよ。
- たまてばこワールドチャレンジ
- 発見！気になるパン屋さん
- 東京応援宣言！輝け！未来の若きアスリート
- 街かどインタビュー
- 気になる話題に直撃！エンタメチェック！
- 徹底リサーチ！チューモクランキング
- 多摩ニュータウンわんにゃんＭＡＰ
- お母さんに感謝を込めて…ありがとうＢＯＸ
- お父さんに感謝を込めて…ありがとうＢＯＸ
- 発掘！多摩人
- いいねが集まる絶品グルメ

### スペシャル
- 観光！たまてばこツアーズ
- ○○へ行ってみよう！！
- 学園祭のＰＲをかけて！４大学対抗！ガチバトル！！
- たまてばこ大感謝祭

## 出演者

### 現在のレギュラー
- 野宮唱鼓
- 松下雪子
- 近藤祥子
- 松本由香子
- 永山杏佳
- 永田幸衣（スリジエ）
- 星流さりあ（仮面女子候補生）
- 高松莉紗子

### 過去のレギュラー
- 花房美南
- 酒井菜月
- 藤田悠未
- 小針あかね
- 田中歩
- 石橋茜
- 岡本さくら
- 田中日奈子
- 陽向こはる（仮面女子）
- 大利弥里

### 単発出演
- 神谷えりな
- 天木じゅん
- キンタロー。
- 月野もあ
- 水沢まい
- 藤巻あおい
- 北村真姫
- 梅こうめ
- 市川美織
- 片寄菜々
- 山下ゆあ
- 網野ちひろ
- 目黒璃彩
- 雪乃しほり
- 雛咲美鈴
- 松尾太陽
- 上杉柊平
- 高橋春織
- ＡＫＢ４８
- 星優姫
- 彩乃美希
- 上地じゅん
- 森下舞桜
- 鷹藤ひの
- 涼邑芹
- 赤嶺沙奈
- 美南衣里
- des ailes26
- 野村日香里
- 高田由香
- 竹川由華
- 秋本ひまり